# میدعا
میدعا (به عربی: میدعا) یک روستا در سوریه است که در دوما واقع شده‌است. میدعا ۳٬۱۰۸ نفر جمعیت دارد.